# Comissió de Dret Internacional
La Comissió de Dret Internacional és un organisme creat per l'Assemblea General de les Nacions Unides en 1947 amb l'objectiu de codificar i promocionar el Dret internacional. El seu treball ha estat fonamental en l'adopció de diversos tractats o altres instruments internacionals, com la Convenció de Viena sobre el Dret dels Tractats o la Cort Penal Internacional, sobre la qual va emetre una primera proposta ja en 1949.
La Comissió de Dret Internacional prepara projectes relacionats amb el Dret internacional que poden ser incorporats a les convencions i oberts per a la seua ratificació pels Estats. Algunes d'aqueixes convencions formen la base de les normes que regeixen les relacions entre els Estats; entre elles, la convenció sobre relacions diplomàtiques o la convenció sobre l'ús dels cursos d'aigua internacionals.